# Сиоя (посёлок)
Сиоя (яп. 塩谷町 Сиоя-мати) — посёлок в Японии, находящийся в уезде Сиоя префектуры Тотиги. Площадь посёлка составляет 175,99 км², население — 12 242 человека (1 июля 2014), плотность населения — 69,56 чел./км².

## Географическое положение
Посёлок расположен на острове Хонсю в префектуре Тотиги региона Канто. С ним граничат города Уцуномия, Никко, Насусиобара, Яита, Сакура.

## Население
Население посёлка составляет 12 242 человека (1 июля 2014), а плотность — 69,56 чел./км². Изменение численности населения с 1980 по 2005 годы:
| 1980 | 14 930 чел. |  |
| 1985 | 15 148 чел. |  |
| 1990 | 14 898 чел. |  |
| 1995 | 14 729 чел. |  |
| 2000 | 14 171 чел. |  |
| 2005 | 13 462 чел. |  |

## Символика
Деревом посёлка считается Chamaecyparis obtusa, цветком — Lilium auratum, птицей — Megaceryle lugubris.